# Gran Hotel Darío
El Gran Hotel Darío (en persa: هتل بزرگ داریوش) es hotel de cinco estrellas de 168 habitaciones, que tuvo un costo de $ 125 millones, situado en la parte oriental de la isla de Kish, en Irán en medio del Golfo Pérsico. 
Dariush Grand Hotel fue construido para parecerse a Persépolis, un símbolo de la antigua Persia (Irán) la civilización y el Imperio Persa. El hotel fue diseñado y desarrollado por el empresario iraní Hossein Sabet, que también posee y administra varias atracciones turísticas y hoteles en las Islas Canarias. El edificio fue terminado en 2003 y es propiedad de una diversidad de empresas.